# Vivianiet
Het mineraal vivianiet is een ferro-fosfaat, een verbinding van twee fosfaationen met ijzer met molecuulformule Fe3(PO4)2·8(H2O). Het is dus gehydrateerd. Het is naar de mineraloog J.G. Vivian genoemd uit Wales. Het heeft geen duidelijke kleur of is blauw of groen, het heeft een parel- tot glasglans en een blauwwitte streepkleur. Het heeft een perfecte splijting volgens kristalvlak [010] en een monoklien kristalstelsel. De massadichtheid is 2,65 kg/l, de hardheid is 1,5 tot 2 en het mineraal is niet radioactief. Vivianiet komt veel voor als secundair mineraal in metallische erts afzettingen, pegmatieten en in door organisch materiaal gedomineerde fosfaatgesteenten. De typelocatie is St. Agnes op de Scilly-eilanden ten westen van Cornwall.

## Lijsten
- Lijst van mineralen
- Lijst van naar een persoon genoemde mineralen